# 산페드로데라파스
산페드로데라파스(스페인어: San Pedro de la Paz)는 칠레 비오비오주 콘셉시온 현에 위치한 도시로 면적은 112.5km2, 높이는 20m, 인구는 121,631명(2012년 기준)이다.